# Přírodní park Buděticko
Přírodní park Buděticko se nachází v oblasti mezi městem Sušice a sídly Hrádek, Zbynice, Čejkovy, Vlkonice a Rabí. Přírodní park se rozkládá ve dvou geomorfologických celcích: Šumavské podhůří a Blatenská pahorkatina. V geologickém podloží větší části parku jsou ruly a křemenné diority. Severní hranici přírodního parku tvoří Černíčský potok.

## Flora
Fytogeograficky patří celá oblast do Sušicko-horažďovických vápenců. V oblasti rostou chráněné druhy jako jsou někteří zástupci vstavačovitých - okrotice bílá (Cephalanthera damasonium), okrotice červená (Cephalanthera rubra), kruštík tmavočervený (Epipactis atrorubens), smrkovník plazivý (Goodyera repens), vstavač kukačka (Orchis morio), hlístník hnízdák (Neottia nidus-avis), bradáček vejčitý (Listera ovata),roste tu také hořeček mnohotvarý český (Gentianella praecox subsp. bohemica), vlnice chlupatá (Oxytropis pilosa), lilie zlatohlavá (Lilium martagon), vratička měsíční (Botrychium lunaria) a velká řada další. Na podzim se modrají travnaté stráně a meze kvetoucím hořcem brvitým (Gentianopsis ciliata), který je v oblasti stále ještě hojně roztroušený.

## Fauna
Vyskytuje se tu několik druhů teplomilné fauny jako saranče modrokřídlá (Oedipoda caerulescens), majka obecná (Meloe proscarabeus), drabčík huňatý (Emus hirtus) a jiné. Na území parku je zaznamenán výskyt škeble rybniční (Anodonta cygnea) a v řece Otavě, která částečně tvoří hranici přírodního parku, žije vydra říční (Lutra lutra), v minulosti také perlorodka říční .

## Maloplošná chráněná území
Na území přírodního parku se nachází dvě maloplošně chráněná území:
- Přírodní rezervace Zbynické rybníky
- Přírodní rezervace Čepičná